# Metacatharsius tenellus
Metacatharsius tenellus là một loài bọ cánh cứng trong họ Bọ hung (Scarabaeidae).